# 20e régiment d'infanterie légère
Le 20e régiment d'infanterie légère (20e léger) est un régiment d'infanterie légère de l'armée française créé sous la Révolution sous le nom de 20e demi-brigade légère devenu en 1854 le 95e régiment d'infanterie de ligne.

## Création et différentes dénominations
- Mars 1793 : Création du 20e bataillon de chasseurs
- 1794 : Création de la 20e demi-brigade légère de première formation.
- 1796 : Création de la 20e demi-brigade légère de deuxième formation
- 1803 : Incorporée dans le 7e régiment d'infanterie légère, le régiment disparait.

Le no 20 reste vacant
- 11 août 1815 : Création de la Légion des Vosges
- 23 octobre 1820 : la 85e légion des Vosges est amalgamée et renommée 20e régiment d’infanterie légère.
- 28 août 1830 : Une ordonnance créée le 3e bataillon du 20e léger[1]
- 24 octobre 1854 : Le 20e régiment d'infanterie légère prend le no 95 et devient le 95e régiment d'infanterie de ligne.

## Chefs de corps
20e demi-brigade légère
20e régiment d'infanterie légère
- 1820 : Schneider
- 1832 : Gemeau
- 1833 : Alméras
- 1835 : Miereur
- 1835 : Allain
- 1838 : Gilbert
- 1848 : Griffon
- 1848 : Alais
- 1848 : Dehaies de Montigny
- 4 juin 1850 : colonel Jean-Paul Labadie (° 1795-† 1878)

## Garnisons, campagnes et batailles

### 20ebataillon de chasseurs

#### Guerres de la Révolution
Le 20e bataillon de chasseurs est formé en mars 1793 avec :
- 1re compagnie franche de Marseille
- 2 compagnies des Chasseurs de la Haute-Garonne
- 2 compagnies des Chasseurs de l'Hérault
- 2 compagnies des Chasseurs de l'Aude
- 2 compagnies des Chasseurs du Midi formé à Paris
- 6 compagnies du 3e bataillon de Paris de seconde formation

### 20edemi-brigade légère de première formation (1793-1796)

#### Guerres de la Révolution
La  20e demi-brigade légère de première formation est créé en 1793 par l'amalgame des : 
- 20e bataillon de chasseurs
- 3e bataillon de Paris de seconde formation pour la Vendée
- 9e bataillon de volontaires de la Haute-Garonne
- 10e bataillon de volontaires de la Haute-Garonne

La 20e demi-brigade légère fait les campagnes de l'an II (1794) et de l'an III (1795) à l'armée des Pyrénées et celle de l'an IV (1796) à l'armée d'Italie.

Lors du second amalgame, elle est incorporée dans la 7e demi-brigade légère de deuxième formation.

### 20edemi-brigade légère de deuxième formation (1796-1803)

#### Guerres de la Révolution et de l'Empire
La 95e demi-brigade de deuxième formation est formée en 1796 par l'amalgame de :
- 10e demi-brigade légère de première formation (10e bataillon de chasseurs (ci-devant Gévaudan), 16e bataillon de chasseurs également appelé Légion du Centre et 1er bataillon de la légion de la Moselle)

La 20e demi-brigade légère, fait les campagnes de l'an IV (1796) et de l'an V (1797) à l'armée de Sambre-et-Meuse, celle de l'an VI (1798) aux armées d'Allemagne, de Mayence et d'Helvétie et celles de l'an VII (1799) de l'an VIII (1800) et de l'an IX (1801) à l'armée d'Italie.

La 20e légère participa, en 1796, à l'affaire de Sultzbach (17 août), et qui résista aux charges de la cavalerie ennemie. 

Un détachement de la demi-brigade sera utilisé pour former à Besançon le 25 nivôse an VII (14 janvier 1799), la 101e demi-brigade de deuxième formation.
Durant la campagne du Var, le 28 mai 1800, elle coopéra à la prise des retranchements de la tête de pont du Var, et contribua, le lendemain, à chasser l'ennemi de Nice et du département des Alpes-Maritimes.
Le 1er vendémiaire an XII (24 septembre 1803), lors de la réorganisation des corps d'infanterie, la 20e demi-brigade légère de deuxième formation est incorporée dans le 7e régiment d'infanterie légère.
Le no 20 reste vacant jusqu'en 1815

### Légion des Vosges (1815-1820)
Par ordonnance du 11 août 1815, Louis XVIII crée les légions départementales. La 85e Légion des Vosges, qui deviendra le 20e régiment d'infanterie légère en 1820, est créée.

### 20erégiment d'infanterie légère (1820-1854)
En 1820 une ordonnance royale de Louis XVIII réorganise les corps de l'armée française en transformant les légions départementales régiments d'infanterie de ligne et légère. Ainsi, le 20e régiment d'infanterie légère est formé avec les 2 bataillons de la légion des Vosges.
En 1832 le 20e régiment d'infanterie légère est à l'armée du Nord ou le régiment participe, en décembre, dans le cadre de la campagne des Dix-Jours, au siège et à la prise de la citadelle d'Anvers.
En 1848 et 1849, il est affecté à l'armée des Alpes.
Par décret impérial en date du 24 octobre 1854, le 20e régiment d'infanterie légère prend le numéro 95 et devient le 95e régiment d'infanterie de ligne.

## Sources et bibliographie
- Adrien Pascal : Histoire de l'armée et de tous les régiments volume 4
- Émile Ferdinand Mugnot de Lyden : Nos 144 régiments de ligne
- Lieutenant E BLoch : Historique du 95e régiment d'infanterie de ligne (20e léger)